# Cao Tiên Chi
Cao Tiên Chi (chữ Hán: 高仙芝; ?-756) là tướng nhà Đường trong lịch sử Trung Quốc. Ông tham gia cuộc chiến chống quân Thổ Phiên phía tây Trung Quốc và chống An Lộc Sơn trong loạn An Sử.

## Thời trẻ
Cao Tiên Chi (Gao Xianzhi) vốn là người Cao Câu Ly. Cha ông là Cao Xá Kê (Go Sagye), dòng dõi vua Cao Câu Ly, bị nhà Đường bắt vào năm 668. Thuở nhỏ, ông theo cha tòng quân ở Tây An, giỏi cưỡi ngựa bắn tên, trở thành người phục vụ cho nhà Đường.

## Trấn giữ phía tây
Năm 20 tuổi, ông được phong làm tướng và được Tiết độ sứ Phu Mông Linh Sát trọng dụng. Cuối niên hiệu Khai Nguyên (713-741) thời Đường Huyền Tông, ông được bổ nhiệm làm Phó đô hộ Tây An và Đô tri binh mã sứ 4 trấn.
Năm 741, bộ lạc Đạt Hề khởi binh chống triều đình. Đường Huyền Tông sai Tiết độ sứ Phu Mông Linh Sát đi đánh. Phu Mông Linh Sát sai Cao Tiên Chi mang 2000 quân ra cự. Quân Đạt Hề hành quân xa, mệt mỏi, chưa muốn giao chiến. Cao Tiên Chi chủ động ra quân đánh bại quân Đạt Hề.
Sang niên hiệu Thiên Bảo (742-756) thời Đường Huyền Tông, tộc Thổ Phiên gả con gái cho vua nước Tiểu Bột Luật, xúi giục nước Tiểu Bột Luật tấn công nhà Đường. Từ đó, tộc Thổ Phiên khống chế hơn 20 nước phía tây bắc nhà Đường. Nhà Đường ra quân nhiều lần đánh không thắng được.
Năm 747, Đường Huyền Tông giao cho Cao Tiên Chi làm Tiết độ sứ hành doanh, mang 1 vạn quân kỵ đi đánh Thổ Phiên. Tiên Chi dẫn quân vượt núi Bá Mật, tấn công hạ được đồn Liên Vân của Thổ Phiên. Từ núi Việt Hưng Đô Khố Thập trên đỉnh Thản Câu, ông đánh thẳng xuống sườn núi, giành thắng lợi, thu lại hơn 40 dặm đất.
Tháng 8 năm đó, Cao Tiên Chi mở tấn công ồ ạt, quét sạch quân Tiểu Bột Luật khiến uy danh của ông vang khắp vùng phía tây. Đường Huyền Tông xét công bèn phong ông làm Tiết độ sứ 4 trấn Tây An.
Năm 750, Cao Tiên Chi giả cách hòa hoãn với một quốc gia phía tây là nước Thạch. Sau đó, nhân lúc họ không phòng bị, Cao Tiên Chi mở một cuộc tấn công bất ngờ, giành được thắng lợi. Ông thu lấy rất nhiều vàng bạc châu báu của họ khiến nhiều nước phía tây bất bình.
Năm 751, vương tử nước Thạch cầu cứu đế quốc Abbas-Ả Rập. Abbas mang quân giúp vương tử nước Thạch. Cao Tiên Chi đụng độ với quân Abbas tại thành Đát La Quân chư hầu của Đại Đường là tộc Karluk (Cát La Lộc) phản lại Cao Tiên Chi. Cao Tiên Chi cùng lúc bị kẹp giữa hai gọng kìm, một bên là quân Abbas, một bên là quân Karluk. Trong lúc nguy cấp, Cao Tiên Chi liều chết đánh mở vòng vây thoát ra cùng một nhóm binh sĩ trở về, còn hơn nửa quân Đường bị bắt làm tù binh. Trong số những người bị bắt có cả thợ làm giấy, những tù binh này đã truyền lại nghề này cho người bản địa; từ đó nghề làm giấy được truyền từ Trung Quốc sang các nước Ả Rập rồi sau đó truyền sang phương Tây.

## Trong loạn An Sử
Cuối năm 755, Cao Tiên Chi cử thủ hạ là Phong Thường Thanh về kinh đô Trường An triều kiến Đường Huyền Tông. Cùng lúc, Tiết độ sứ Phạm Dương là An Lộc Sơn cử binh làm phản nhà Đường. Quân Lộc Sơn phần đông là người Hồ, được huấn luyện tinh nhuệ, đánh xuống phía nam, nhanh chóng chiếm được nhiều thành trì đất đai ở Hà Bắc.
Đường Huyền Tông tự mộ thêm 5 vạn người ngựa, phong Cao Tiên Chi làm Phó nguyên soái, giao cho ông số người ngựa mới mộ và sai ông ra đóng giữ Thiểm châu để chống quân An Lộc Sơn, phòng bị cho kinh thành Trường An. Mặt khác, Huyền Tông nghe theo kiến nghị của Phong Thường Thanh, phong cho Thường Thanh làm Tiết độ sứ Phạm Dương thay An Lộc Sơn, đến đông đô Lạc Dương mộ binh chống lại An Lộc Sơn.
Phong Thường Thanh mang quân ra cửa Vũ Lao chặn đánh An Lộc Sơn, nhưng quân mới mộ của Thường Thanh bị đánh bại phải quay về giữ Lạc Dương. An Lộc Sơn kéo đến vây đánh Lạc Dương. Quân ô hợp của Thường Thanh không địch nổi, nhanh chóng bị đánh bại. Lộc Sơn chiếm được đông đô Lạc Dương.
Phong Thường Thanh mang tàn quân chạy tới Thiểm châu hội quân với Cao Tiên Chi cùng giữ thành. An Lộc Sơn sai thuộc tướng Thôi Càn Hựu mang quân tiếp tục tiến quân đánh Thiểm châu. Hai tướng chống cự không nổi, bị quân Lộc Sơn đánh bại ở Võ Lao. Tiên Chi và Thường Thanh phải chạy về giữ Đồng Quan. Thường Thanh bị Huyền Tông cách chức Tiết độ sứ Phạm Dương vì để thua trận mất Đông đô. Cao Tiên Chi lệnh cho Thường Thanh tuần tra giám sát các trại xung quanh. Cùng lúc, Thôi Càn Hựu đóng quân tại Thiểm châu, cùng đối lũy với Cao Tiên Chi.
Đường Huyền Tông sai hoạn quan Biên Lệnh Thành ra làm Giám quân, giám sát quân Cao Tiên Chi. Biên Lệnh Thành đến nơi thường tỏ thái độ hạch sách, bắt Cao Tiên Chi thỏa mãn yêu cầu cá nhân, nhưng đều bị Tiên Chi từ chối.
Biên Lệnh Thành thù hận Cao Tiên Chi, trở về kinh tâu với Đường Huyền Tông rằng: 
| “ | Cao Tiên Chi vô cớ bỏ thành, giải tán quân và tự ý giảm khẩu phần của binh lính nên mới bị mất Thiểm châu. | ” |

Đường Huyền Tông không đánh giá hết thực lực của quân An Lộc Sơn và không xem xét diễn biến thực tế ngoài mặt trận, nghe theo lời gièm của hoạn quan Biên Lệnh Thành, nổi cơn tức giận, sai Biên Lệnh Thành cầm lệnh ra Đồng Quan, xuống tay giết cả Phong Thường Thanh và Cao Tiên Chi, và cử tướng Ca Thư Hàn ra trấn thủ Đồng Quan.
Ngày 18 tháng chạp (đầu năm dương lịch 756), cả Cao Tiên Chi và Phong Thường Thanh đều bị chém đầu. Không rõ năm đó Cao Tiên Chi bao nhiêu tuổi. Việc chém tướng khi đang lâm trận của Đường Huyền Tông bị xem là phạm phải điều đại kỵ không nên làm.